# گمینا کوشچیلیسکو
گمینا کوشچیلیسکو (به لهستانی:  Gmina Kościelisko) یک گمینا در لهستان است که در شهرستان تاترا واقع شده‌است. گمینا کوشچیلیسکو ۱۳۶٫۳۷ کیلومتر مربع مساحت و ۸٬۰۳۵ نفر جمعیت دارد.